# A Trilogia de Nova York
The New York Trilogy é uma série de romances escritos por Paul Auster.  Originalmente publicados em sequência como City of Glass (1985), Ghosts e The Locked Room (ambos em 1986), foram desde então reunidos num único volume.

## Sinopse
É um livro de suspense-mistério-policial de Paul Auster que contém três histórias, as quais contém, diferente de muitos livros do gênero, peças e referências a outros livros, a outras obras. Seus personagens vão descobrindo e refletindo sobre si e sobre o espaço, e as coisas que vão acontecendo ao seu redor. É muito mais que uma narração de fatos, muitas das histórias são mais os pensamentos dos personagens do que ações propriamente ditas; existe referências, muitas, sobre as ruas e paisagem da cidade de New York, mas toda essa imagem da cidade, toda essa fotografia labirintica da cidade moderna fica a "mercê" da própria consciência dos personagens a cerca delas. Existem partes que elas são enumeradas, parte a parte, mas que de modo geral, parece ser usada mais para demonstrar o ambiente labiritinco mental, do estado do personagem do que propriamente da cidade.

### City of Glass
City of Glass tem uma relação intertextual com Cervantes Don Quixote. Não só o protagonista Daniel Quinn compartilhar suas iniciais com o cavaleiro, mas quando Quinn encontra "Paul Auster, o escritor", Auster está no meio de escrever um artigo sobre a autoria de Don Quixote. "Auster", chama seu artigo uma "leitura imaginativa", e em que ele examina as identidades possíveis da Cide hamato Benengeli, o narrador do Quixote.

### Ghosts
A segunda história, Ghosts, é sobre um detetive particular chamado Blue, treinado por Brown, que está a investigar um homem chamado Black em Orange Street para um cliente chamado White. Blue escreve relatórios escritos para White que, por sua vez lhe paga pelo seu trabalho. Azul torna-se frustrado e perde a si mesmo como ele se torna imerso na vida de  Black.

### The Locked Room
The Locked Room é a história de um escritor que não tem a criatividade para produzir ficção. Fanshawe, seu amigo de infância, tem produzido trabalho criativo, e quando ele desaparece o escritor publica seu trabalho e substitui-lo em sua família. O título é uma referência a um "locked room mystery", uma forma popular de ficção sobre detectives.

## Adaptações
City of Glass foi adaptado em 1994 por uma experimental experimental graphic novel de Paul Karasik and David Mazzucchelli, aclamada pela crítica. Ela foi publicada como City of Glass: A Graphic Mystery em 2004.
In 2009, Audible.com produziu uma versão em áudio de The New York Trilogy, narrada po Joe Barrett, como parte de uma Modern Vanguard liha of audiobooks.

## Alusões e referências em outros trabalhos
City of Glass é referido em um videojogo de 2001, Metal Gear Solid 2: Sons of Liberty, que contem um personagem chamado Peter Stillman.